# Fuscherkarkopf
Fuscherkarkopf är en bergstopp i Österrike. Den ligger i distriktet Spittal an der Drau och förbundslandet Kärnten, i den centrala delen av landet. Toppen på Fuscherkarkopf är 3 331 meter över havet, eller 482 meter över den omgivande terrängen.
Den högsta punkten i närheten är Grossglockner, 3 798 meter över havet, 4,1 km sydväst om Fuscherkarkopf.
Trakten runt Fuscherkarkopf består i huvudsak av kala bergstoppar och isformationer.